# Jennifer Coolidge
Jennifer Coolidge (* 28. srpna 1961, Boston, Massachusetts, USA) je americká herečka. Je známá především pro své role v komediálních filmech a pořadech. Je držitelkou několika ocenění, včetně Zlatého glóbu, ceny Emmy a dvou Cen Sdružení filmových a televizních herců. V roce 2023 byla časopisem Time zařazena na seznam 100 nejvlivnějších lidí světa.

## Životopis
Narodila se a vyrůstala v Bostonu. Je známá díky mnoha vedlejším rolím v komediálních filmech a seriálech. Nejlépe známá je asi díky roli Stiflerovy mámy v komediích Prci, prci, prcičky, ale také rolemi ve filmech Moderní Popelka nebo Pravá blondýnka. Měla také jednu z hlavních rolí (Joeyho agentku) v seriálu Joey nebo v seriálu 2 Socky. Objevila se také v seriálech Přátelé, Sex ve městě, Frasier a jiných. Svůj hlas propůjčila tetě Fanny v animovaném filmu Roboti.

## Filmografie

### Film
| Rok  | Název                                                    | Role                        | Poznámky                   |
| ---- | -------------------------------------------------------- | --------------------------- | -------------------------- |
| 1995 | Not of This Earth                                        | zdravotní sestra            |                            |
| 1995 | Bucket of Blood                                          | hloupá holka                |                            |
| 1995 | Love and Happiness                                       | Jeringir                    |                            |
| 1997 | Plump Fiction                                            | Sister Sister               |                            |
| 1997 | Ještě blbější                                            | Jacqueline „Jackie“ Turreau |                            |
| 1998 | Slappy a Smraďoši                                        | Harriet                     |                            |
| 1998 | Noc v Roxbury                                            | sexy policistka             |                            |
| 1998 | Brownovo Requiem                                         | Helen                       |                            |
| 1999 | Austin Powers: Špion, který mě vojel                     | žena na fotbalu             |                            |
| 1999 | Prci, prci, prcičky                                      | Stiflerova máma             |                            |
| 2000 | Klub zlomených srdcí                                     | Betty                       |                            |
| 2000 | Nejlepší show                                            | Sherri Ann Cabot            |                            |
| 2001 | Zpátky na zem                                            | slečna Wellingtonová        |                            |
| 2001 | Pravá blondýnka                                          | Paulette                    |                            |
| 2001 | Pootie Tang                                              | Ireenie                     |                            |
| 2001 | Prci, prci, prcičky 2                                    | Stiflerova máma             | nebyla uvedena v titulcích |
| 2001 | Zoolander                                                | americká návrhářka          |                            |
| 2003 | Vichřice                                                 | Amber Cole                  |                            |
| 2003 | As Virgins Fall                                          | Janice Denver               |                            |
| 2003 | Carolina                                                 | teta Marilyn                |                            |
| 2003 | Pravá blondýnka 2                                        | Paulette                    |                            |
| 2003 | Prci, prci, prcičky 3: Svatba                            | Stiflerova máma             |                            |
| 2003 | Testosterone                                             | Louise                      |                            |
| 2004 | Moderní Popelka                                          | Fiona                       |                            |
| 2004 | Lemony Snicket: Řada nešťastných příhod                  | Žena s bílou tváří          |                            |
| 2005 | Roboti                                                   | teta Fanny (hlas)           |                            |
| 2005 | Aunt Fanny's Tour of Booty                               | teta Fanny (hlas)           |                            |
| 2006 | Děsnej doják                                             | Roz Funkyerdoder            |                            |
| 2006 | Hledáme Ydol                                             | Martha Kendoo               |                            |
| 2006 | Klik – život na dálkové ovládání                         | Janine                      |                            |
| 2006 | Nominace na Oscara                                       | Whitney Taylor Brown        |                            |
| 2007 | Velkej biják                                             | bílá čubka                  |                            |
| 2008 | Dr. Dolittle 4                                           | Daisy (hlas)                |                            |
| 2008 | Puberťáci milují sex                                     | ředitelka Lonnatini         |                            |
| 2008 | Igor                                                     | Jaclyn / Heidi (hlas)       |                            |
| 2008 | Živoucí důkaz                                            | Tish                        |                            |
| 2008 | Duše muže                                                | Rosalee                     |                            |
| 2009 | ExTerminators                                            | Stella                      |                            |
| 2009 | Špatnej polda                                            | Genevieve                   |                            |
| 2009 | Gentlemen Broncos                                        | Judith                      |                            |
| 2010 | The Jack of Spades                                       | Monica                      |                            |
| 2011 | Mangus!                                                  | Cookie Spedgewick           |                            |
| 2012 | Prci, prci, prcičky: Školní sraz                         | Stiflerova máma             |                            |
| 2013 | V zemi Jane Austinové                                    | Elizabeth Charming          |                            |
| 2014 | Alexandr a jeho opravdu hodně špatný a příšerně blbý den | paní Suggsová               |                            |
| 2015 | Hell & Back                                              | Durmessa (hlas)             |                            |
| 2015 | Alvin a Chipmunkové: Čiperná jízda                       | paní Priceová               | cameo                      |
| 2016 | Mascots                                                  | Jolene Lumpkin              |                            |
| 2017 | Emoji ve filmu                                           | Mary Meh (hlas)             |                            |
| 2020 | Velké šéfky                                              | Sydney                      |                            |
| 2020 | Nadějná mladá žena                                       | Susan                       |                            |
| 2020 | Bobbleheads: The Movie                                   | Binky (hlas)                |                            |
| 2021 | Swan Song                                                | Dee Dee Dale                |                            |
| 2021 | Arlo the Alligator Boy                                   | Stucky (hlas)               |                            |
| 2021 | Jako kůl v plotě                                         | teta Sandy                  |                            |
| 2022 | Shotgun Wedding                                          | Carol Fowler                |                            |
| 2022 | Máme tu ducha                                            | Judy Romano                 |                            |

### Televize
| Rok       | Název                                                 | Role                            | Poznámky                                                   |
| --------- | ----------------------------------------------------- | ------------------------------- | ---------------------------------------------------------- |
| 1993      | Show Jerryho Seinfelda                                | Jodi                            | díl: „The Masseuse“                                        |
| 1994      | She TV                                                | různé role                      |                                                            |
| 1995      | The Monroes                                           | Marcia Kelly                    | díl: „Educating Bill“                                      |
| 1996      | Saturday Night Special                                | různé role                      |                                                            |
| 1997–1999 | Tatík Hill a spol.                                    | slečna Kremzerová (hlas)        | 4 díly                                                     |
| 1998      | Alright Already                                       | Rhonda                          | díl: „Again with the Hockey Player: Part 1“                |
| 1998      | Muži v bílém                                          |                                 | Televizní film                                             |
| 1998      | Příšerná kocovina                                     | Sue                             | 2 díly                                                     |
| 1999      | Ladies Man                                            | Helen                           | díl: „Neutered Jimmy“                                      |
| 2001      | The Andy Dick Show                                    | Nancy Bunting                   | díl: „Kid Krist“                                           |
| 2001      | Frasier                                               | Frederica                       | díl: „Forgotten But Not Gone“                              |
| 2001      | Sketch Pad                                            | The Groundlings                 |                                                            |
| 2002      | Ženy proti mužům                                      | Shelly                          | Televizní film                                             |
| 2002      | Do Over                                               | Gwen Brody                      | díl: „Cold War“                                            |
| 2003      | Sex ve městě                                          | Victoria                        | díl: „Dokonalý dárek“                                      |
| 2003      | Přátelé                                               | Amanda Buffamonteezi            | díl: „Jak chtěl být Ross opálený“                          |
| 2003–2004 | Svět podle Jima                                       | Roxanne                         | 3 díly                                                     |
| 2004      | Father of the Pride                                   | Tracey (hlas)                   | díl: „And the Revolution Continues“                        |
| 2004      | As Told by Ginger                                     | Nikki Laporte (hlas)            | díl: „The Wedding Frame“                                   |
| 2004      | Game Over                                             | Ramona (hlas)                   | díl: „Into the Woods“                                      |
| 2004      | MADtv                                                 | Sama sebe/Ivanka                | 1 díl                                                      |
| 2004–2006 | Joey                                                  | Bobbie Morgansternová           | hlavní role, 46 dílů                                       |
| 2005      | Hopeless Pictures                                     | Traci (hlas)                    | 3 díly                                                     |
| 2007–2009 | Plastická chirurgie s. r. o.                          | Candy Richards / Coco           | 3 díly                                                     |
| 2008      | Closer                                                | Angie Serabian                  | díl: „Dial M for Provenza“                                 |
| 2008      | Živoucí důkaz                                         | Tish                            | Televizní film                                             |
| 2008      | Rick & Steve the Happiest Gay Couple in All the World | Fannie Mae (hlas)               | díl: „Mom Fight“                                           |
| 2008–2012 | The Secret Life of the American Teenager              | Betty                           | 35 dílů                                                    |
| 2009      | Kath & Kim                                            | Lenore                          | díl: „Celebrity“                                           |
| 2009      | Párty na klíč                                         | Bobbie St. Brown                | 2 díly                                                     |
| 2010      | Kráska mezi muži                                      | Alicia                          | Televizní film                                             |
| 2010–2012 | The Life & Times of Tim                               | herečka / Debbiina máma / Amber | 3 díly                                                     |
| 2010–2013 | Hero Factory                                          | reportérka / Daniella Capricorn | 3 díly                                                     |
| 2011–2012 | Rybičky                                               | Ms. Lips (hlas)                 | vedlejší role                                              |
| 2012      | The Game                                              | Marissa                         | díl: „Skeletons“                                           |
| 2012      | Napoleon Dynamite                                     | Mrs. Moser                      | 2 díly                                                     |
| 2012–2017 | 2 Socky                                               | Sophie Kachinsky                | vedlejší role (1. řada), hlavní role (2.–6.řada), 124 dílů |
| 2012–2016 | Městečko Záhad                                        | Lína Susan (hlas)               | vedlejší role, 15 dílů                                     |
| 2015      | Glee                                                  | Whitney S. Pierce               | 2 díly                                                     |
| 2015      | Amyino plodné lůno                                    | Cleopatricia Sherman            | díl: „Babies and Bustiers“                                 |
| 2015      | TripTank                                              | Máma (hlas)                     | díl: „Steve's Family“                                      |
| 2017      | Americký táta                                         | Caroline (hlas)                 | díl: „A Whole Slotta Love“                                 |
| 2018–2019 | Hlasiťákovi                                           | Myrtle (hlas)                   | 3 díly                                                     |
| 2019      | The Cool Kids                                         | Bonnie                          | díl: „Sid's Ex-Wife“                                       |
| 2020–2021 | The Fungies                                           | doktorka Nancy (hlas)           |                                                            |
| 2021      | I Heart Arlo                                          | Stucky (hlas)                   |                                                            |
| 2021–2022 | Bílý lotos                                            | Tanya McQuoidová                | hlavní role (1.–2. řada)                                   |
| 2022      | Vidím vás                                             | Karen Calhounová                | 7 dílů                                                     |

### Videoklipy
| Rok  | Název           | Umělec        | Role               |
| ---- | --------------- | ------------- | ------------------ |
| 2018 | „Thank U, Next“ | Ariana Grande | Paulette Bonafonte |